# Together (singel Ryana O’Shaughnessy’ego)
Together – singel Ryana O’Shaughnessy’ego, wydany 3 kwietnia 2018. Utwór napisali i skomponowali Mark Caplice, Laura Elizabeth Hughes oraz sam wokalista. Singel reprezentował Irlandię w 63. Konkursie Piosenki Eurowizji w Lizbonie.
Singel dotarł do 17. miejsca na liście sprzedaży w Irlandii, 59. pozycji zestawienia w Szkocji, a także 52. miejsca na liście w Wielkiej Brytanii.

## Teledysk
W teledysku występuje para gejów (profesjonalni tancerze Alan McGrath oraz Kevin O’Dwyer), spacerująca i tańcząca na jednej z ulic dzielnicy Temple Bar w Dublinie. Teledysk wyreżyserował Christian Tierney, a za choreografię odpowiadał Ciaran Connolly. Komentując teledysk, wokalista stwierdził:

„To było niesamowite widzieć, jak wideo ożywa w taki sposób, w jaki się zachowało, pozostając przy pierwotnym założeniu, że miłość jest uniwersalna i że w każdym związku istnieją trudne momenty.

Zaangażowanie tancerzy w prace nad teledyskiem było pomysłem O’Shaughnessy’ego, aczkolwiek para mężczyzn początkowo nie była częścią jego koncepcji. Kiedy nadszedł czas na jego nagranie, Alan McGrath oraz Kevin O’Dwyer okazali się najlepszymi tancerzami w Dublinie, a O’Shaughnessy stwierdził, że wobec tego jest zgoda na taniec tej pary.

## Konkurs Piosenki Eurowizji
31 stycznia 2018 utwór został ogłoszony do reprezentantowania Irlandii w 63. Konkursie Piosenki Eurowizji w Lizbonie. Jako singel został jednak wydany dopiero 3 kwietnia 2018. 8 maja został zaprezentowany jako osiemnasty w kolejności w pierwszym półfinale konkursu i zakwalifikował się do finału, który został rozegrany 12 maja. Tam wokalista wykonał go występując pod 24. numerem startowym i zajął ostatecznie 16. miejsce po zdobyciu 136 punktów w głosowaniu jurorów i telewidzów. 
Tancerze Alan McGrath i Kevin O’Dwyer wzięli również udział podczas występu konkursowego, a ich popis taneczny był oficjalnie pierwszym występem pary osób tej samej płci w 63-letniej historii konkursu. Występ tancerzy otrzymał wsparcie w mediach społecznościowych. W rozmowie z The Independent McGrath stwierdził, iż otrzymali wiele wzruszających wiadomości od osób, którzy nie dokonali jeszcze swojego coming outu. O’Dwyer dodał, iż ludzie mówili im, ile to dla nich znaczy i jak ważne jest to, co zrobili.
Singel był pierwszym utworem zaprezentowanym podczas pierwszego koncertu w ramach projektu Eurovision Home Concerts, powstałego w miejsce 65. Konkursu Piosenki Eurowizji. Podczas piątego koncertu projektu cover utworu wykonał także Michael Schulte.

## Lista utworów
- Digital download[1]

1. „Together” – 2:55

## Notowania
Singel dotarł do 17. miejsca na oficjalnej irlandzkiej liście sprzedaży Top 100 Singles prowadzonej przez Irish Recorded Music Association, a także 59. pozycji w szkockim zestawieniu Scottish Singles Chart koordynowanym przez Official Charts Company. Utwór pojawił się także na 52. miejscu listy UK Download Chart.
| Kraj            | Notowanie (2018)       | Najwyższa pozycja |
| --------------- | ---------------------- | ----------------- |
| Irlandia        | Top 100 Singles        | 17                |
| Szkocja         | Scottish Singles Chart | 59                |
| Wielka Brytania | UK Download Chart      | 52                |